# Pourquoi-Pas ? (Schiff, 1908)
Die Pourquoi-Pas ? (deutsch Warum nicht?) war das vierte Schiff dieses Namens unter dem Kommandanten Jean-Baptiste Charcot. Er unternahm damit seine zweite Antarktisexpedition, die insgesamt fünfte französische Antarktisexpedition.

## Geschichte
Unmittelbar nach der Rückkehr von seiner ersten Antarktisexpedition begann Jean-Baptiste Charcot mit den Planungen für eine zweite. 1907 beauftragte er daher eine Neukonstruktion der Pourquoi-Pas ?, dem damit vierten Schiff dieses Namens. Das Schiff sollte 57 m Gesamtlänge und eine Takelage als Dreimastbark haben sowie mit Hilfsmotor, drei Labors und einer Bibliothek ausgestattet sein. Der Bau erfolgte nach Anweisungen von Charcot und Plänen von François Gautier in Saint-Malo. Das Schiff wurde unter anderem mit Schlepp- und Fangnetzen, Pingern und Trinkwassertanks ausgerüstet.
1908 brach Charcot mit der Pourquoi-Pas ? zur Überwinterung auf der Petermann-Insel zum Auftakt seiner zweiten Polarreise auf. Expedition und Schiff kehrten nach einer zweiten Überwinterung im Juni 1910 mit bedeutenden wissenschaftlichen Ergebnissen nach Frankreich zurück.
Neben der Erkundigung der Alexander-I.-Insel wurde neues Land, die Charcot-Insel, erforscht.
1912 wurde die Pourquoi-Pas ? das erste Schulschiff der französischen Marine. Zu diesem Anlass wurde der Schiffsrumpf schwarz gestrichen.
Mit dem Aufbruch Charcots zu weiteren Forschungsreisen mit Pourquoi-Pas ? ab 1918 wurde sie erneut weiß gestrichen. Die Reisen führten in den Nordatlantik, den Ärmelkanal und zu den Färöer-Inseln. Geforscht wurde zu geologischen und petrographischen Themen mittels Baggern, wozu Charcot Material und Methoden entwickelte.
Für die erneute Forschungsreise im Jahr 1925 gab Charcot aus Altersgründen das Schiffskommando auf, reiste aber als Chef des missions mit. Das Schiff unter dem Kommando von Leutnant Le Conniat führte diverse Fahrten zum arktischen Eis durch. Mit an Bord dieser und zweier weiterer Reisen war der Maler Marin-Marie, der zahlreiche Skizzen und Zeichnungen erstellte.
1926 reiste Charcot mit der Pourquoi-Pas ? zur Erkundung der Ostküste Grönlands und kam mit einer umfangreichen Sammlung an Fossilien, Insekten und Pflanzen zurück.
1928 beteiligte sich die Pourquoi-Pas ?  in der Arktis an der Suche nach dem verschollenen Flugboot des Typs Latham 47, in dem Roald Amundsen am 18. Juni 1928 zur Rettung von Umberto Nobile aufgebrochen war, dessen Luftschiff Italia auf einer Eisscholle abgestürzt war.
1934 setzte das Schiff eine ethnographische Expedition unter Paul-Émile Victor in Grönland ab, der mit drei Begleitern bei Tasiilaq ein Jahr unter den Inuit lebte. 1935 kehrte die Pourquoi-Pas ? zurück, um Victors Gruppe wieder aufzunehmen und die Region weiter kartographisch zu erfassen.
Ein Jahr später, wieder von der Rückkehr von Victors Mission, der in diesem Jahr Grönland in 50 Tagen durchquerte, machte die Pourquoi-Pas ?  am 3. September 1936 Zwischenstopp in Reykjavík zur Reparatur des Heizkessels. Am 15. September stach das Schiff zur Rückkehr nach Saint-Malo in See, geriet aber am 16. September vor Island in einen schweren Sturm. Das Schiff lief auf den Hnokki-Felsen am Eingang des Borgarfjörður (Lage) und sank. Charcot und 39 Männer der Besatzung starben, nur der Steuermann Eugène Gonidec konnte gerettet werden. Die Leichname der Hälfte der Männer, darunter der von Charcot, wurden an den nächsten Tagen angespült. Sie wurden Anfang Oktober nach Frankreich überführt. Später gefundene Opfer wurden auf dem Friedhof in Reykjavík begraben.
Im Oktober veröffentlichte Thibaut de Rugy, der auf der Expedition im Vorjahr als Telegrafist an Bord der Pourquoi-Pas ? gewesen war, in der Zeitschrift "Études" einen Nachruf auf Schiff und Mannschaft.
Bis zu ihrem Untergang hatte die Pourquoi-Pas ? neben den beiden Expeditionen in die Antarktis neun Kampagnen (1921, 1925, 1927, 1928, 1930, 1931–1933, 1934, 1935, 1936) in die Arktis als Schiff gedient.

## Galerie

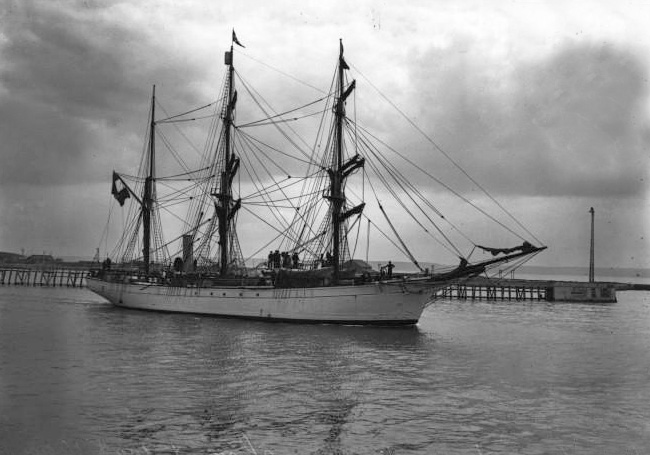
Die Pourquoi-Pas ? IV in Havre (15. August 1908)
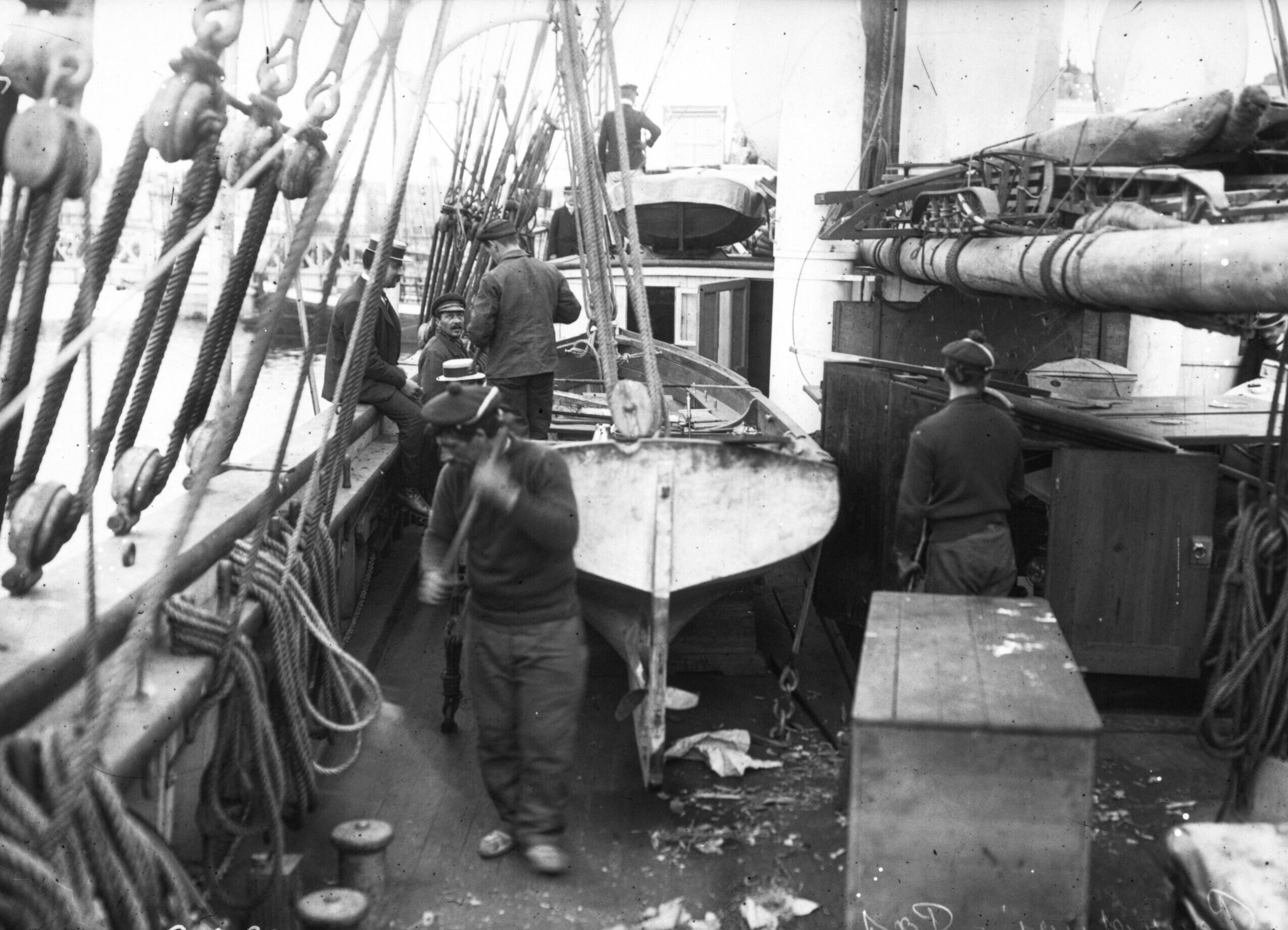
Auf der Brücke (15. August 1908)
Reiseroute der Pourquoi-Pas ? IV während der fünften französischen Antarktisexpedition
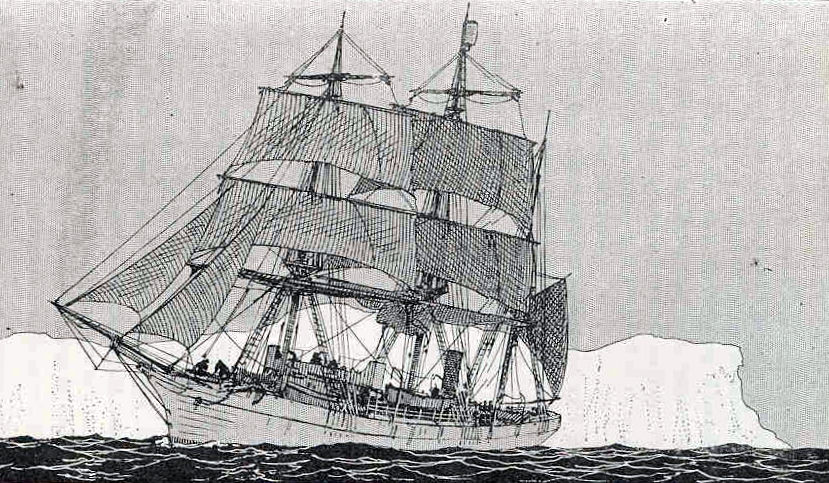
"Le Pourquoi-Pas ? IV en Antarctique" (Radierung 1917)
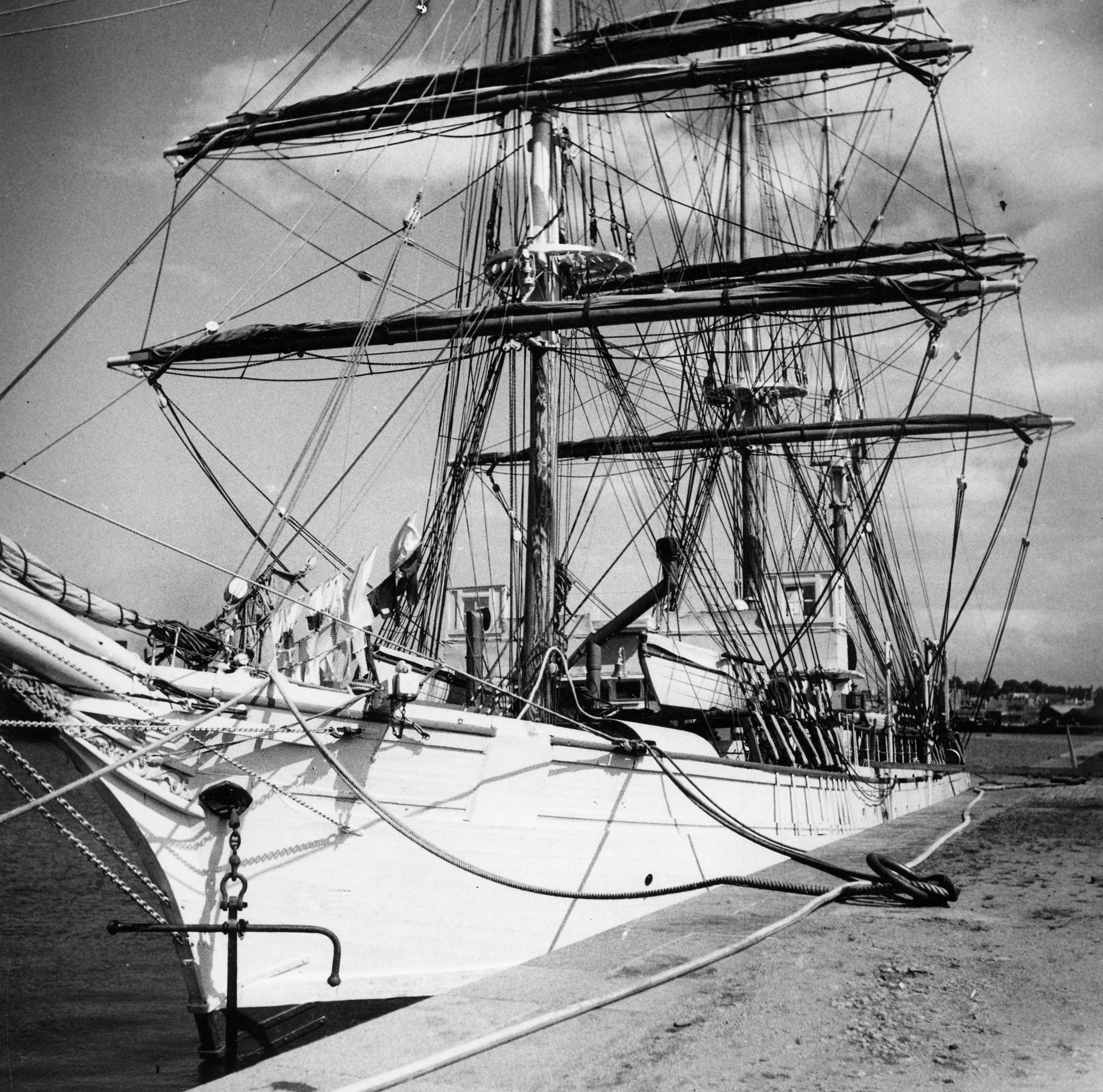
Die Pourquoi-Pas ? IV im Hafen von Saint-Malo (1. April 1920)